# Itaquascon mongolicus
Itaquascon mongolicus is een soort in de taxonomische indeling van de beerdiertjes (Tardigrada).
Het diertje behoort tot het geslacht Itaquascon en behoort tot de familie Hypsibiidae. De wetenschappelijke naam van de soort werd voor het eerst geldig gepubliceerd in 2002 door Kaczmarek, Michalczyk & Wêglarska.